# Bellerive VD
| VD ist das Kürzel für den Kanton Waadt in der Schweiz. Es wird verwendet, um Verwechslungen mit anderen Einträgen des Namens Bellerive zu vermeiden. |

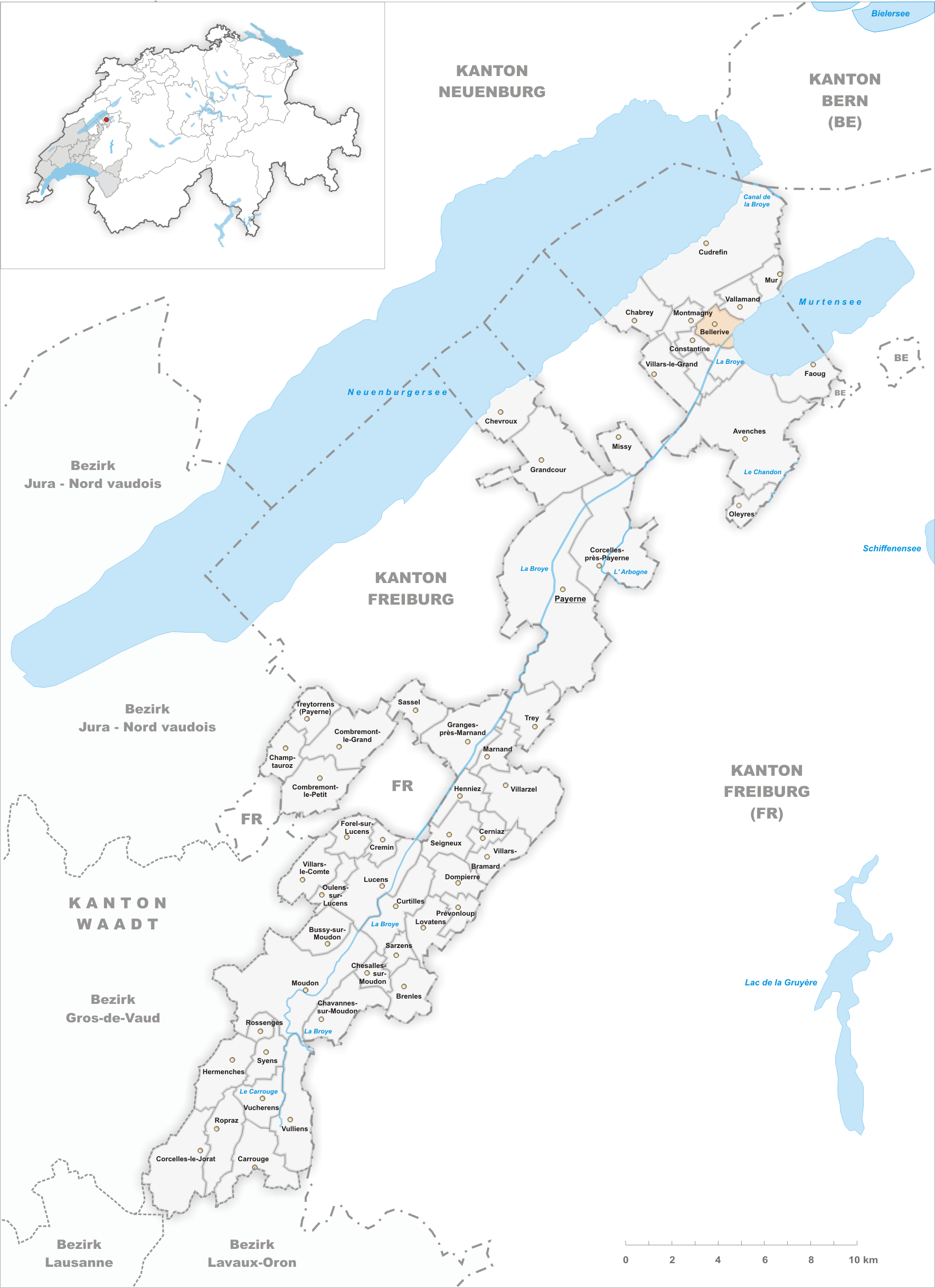
Gemeindestand vor der Fusion am 30. Juni 2011

Bellerive (VD) war eine politische Gemeinde im Distrikt Broye-Vully im Kanton Waadt in der Schweiz.
Die Fusion von Bellerive mit Chabrey, Constantine, Montmagny, Mur (VD), Vallamand und Villars-le-Grand zur Gemeinde Vully-les-Lacs wurde per 1. Juli 2011 umgesetzt.

## Geographie
Bellerive liegt auf 533 m ü. M., 12,5 km nordöstlich des Bezirkshauptortes Payerne (Luftlinie). Das Bauerndorf erstreckt sich auf einer Terrasse am Südabhang des Höhenrückens zwischen Neuenburgersee und Murtensee, an aussichtsreicher Lage rund 100 m über der Broyeebene und dem Seespiegel des Murtensees, im Schweizer Mittelland.
Die Fläche des 2,3 km² grossen Gemeindegebiets umfasst einen Abschnitt westlich des Murtensees. Der Gemeindeboden erstreckt sich vom Seeufer beidseits der Mündung der Broye westwärts in die Broyeebene und nach Nordwesten auf den Höhenrücken (Ausläufer des Mont Vully), der mit einem Steilhang zur Ebene und zum See hin abfällt. Auf der Höhe Bas de l'Asse wird mit 575 m ü. M. der höchste Punkt von Bellerive erreicht. Die westliche Begrenzung des Gebietes bildet ein in den Molasserücken eingetieftes Erosionstal. Von der Gemeindefläche entfielen 1997 22 % auf Siedlungen, 10 % auf Wald und Gehölze, 64 % auf Landwirtschaft und etwas weniger als 4 % war unproduktives Land.
Zu Bellerive gehören der Hauptteil des Dorfes Salavaux (436 m ü. M.) am Nordrand der Broyeebene und die Weiler Cotterd (481 m ü. M.) auf einer Geländeterrasse am Südhang des Höhenrückens und Vallamand-Dessous (433 m ü. M.) am Westufer des Murtensees. Nachbargemeinden von Bellerive waren Constantine, Montmagny, Cudrefin und Vallamand.

## Bevölkerung
Mit 632 Einwohnern (Stand 31. Dezember 2010) gehörte Bellerive zu den kleineren Gemeinden des Kantons Waadt. Von den Bewohnern sind 67,1 % französischsprachig, 28,2 % deutschsprachig und 2,7 % portugiesischsprachig (Stand 2000). Die Bevölkerungszahl von Bellerive belief sich 1850 auf 402 Einwohner, 1900 auf 487 Einwohner. Nachdem die Bevölkerung bis 1970 auf 412 Einwohner abgenommen hatte, wurde seither wieder eine deutliche Bevölkerungszunahme registriert.

## Wirtschaft
Bellerive war bis in die zweite Hälfte des 20. Jahrhunderts ein vorwiegend durch die Landwirtschaft geprägtes Dorf. Noch heute haben der Ackerbau und der Obstbau eine wichtige Bedeutung in der Erwerbsstruktur der Bevölkerung. Am Südhang unterhalb des Dorfes gibt es ein ausgedehntes Weinbaugebiet. Weitere Arbeitsplätze sind im lokalen Kleingewerbe und vor allem im Dienstleistungssektor vorhanden. Bellerive ist Standort eines Alters- und Pflegeheims. In den letzten Jahrzehnten hat sich das Dorf auch zu einer Wohngemeinde entwickelt. Einige Erwerbstätige sind Wegpendler, die in den umliegenden grösseren Orten arbeiten. Südlich der Broye, nahe dem Ufer des Murtensees, befindet sich eine grosse Ferienhaussiedlung mit rund 200 Chalets.

## Verkehr
Die Gemeinde ist verkehrstechnisch recht gut erschlossen, obwohl sie abseits der grösseren Durchgangsstrassen an einer Verbindungsstrasse von Avenches nach Cudrefin liegt. Der Autobahnanschluss Avenches an der A1 (Lausanne-Bern) ist rund 7 km vom Ortskern entfernt. Durch den Postautokurs, der von Avenches nach Cudrefin verkehrt, ist Bellerive und seine Ortsteile an das Netz des öffentlichen Verkehrs angebunden.

## Geschichte
Das Gemeindegebiet von Bellerive war schon sehr früh besiedelt. Die frühesten Zeugnisse sind Überreste von bronzezeitlichen Uferrandsiedlungen am Murtensee bei Vallamand-Dessous. Die erste urkundliche Erwähnung des Ortes erfolgte 1228 unter dem Namen Balariva. Später erschien die latinisierte Bezeichnung Pulchra ripa (1240) und Bellariva (1299). Der Ortsname setzt sich aus den französischen Wörtern beau, belle (schön) und rive (Ufer) zusammen.
Seit dem Mittelalter bildete Bellerive eine eigene kleine Herrschaft, die bis zu Beginn des 18. Jahrhunderts eng mit der Herrschaft Grandcour verbunden war. Sie unterstand im 14. Jahrhundert den Herren von Grandson und kam 1397 in den Einflussbereich des Hauses Savoyen. Mit der Eroberung der Waadt durch Bern im Jahr 1536 gelangte das Dorf unter die Verwaltung der Vogtei Avenches. Nach dem Zusammenbruch des Ancien Régime wurde Bellerive 1798 während der Helvetik dem Kanton Freiburg angegliedert. Mit der Inkraftsetzung der Mediationsverfassung 1803 wurde das Dorf zusammen mit dem heutigen Bezirk Avenches als Exklave wieder dem Kanton Waadt zugeteilt. Bis 1811 bildete Bellerive mit den Nachbardörfern Constantine und Montmagny eine Grossgemeinde. 2005 wurde eine Vorstudie für die Fusion von Bellerive mit Constantine, Montmagny und Vallamand zur Gemeinde Vully-les-Lacs durchgeführt.

## Sehenswürdigkeiten

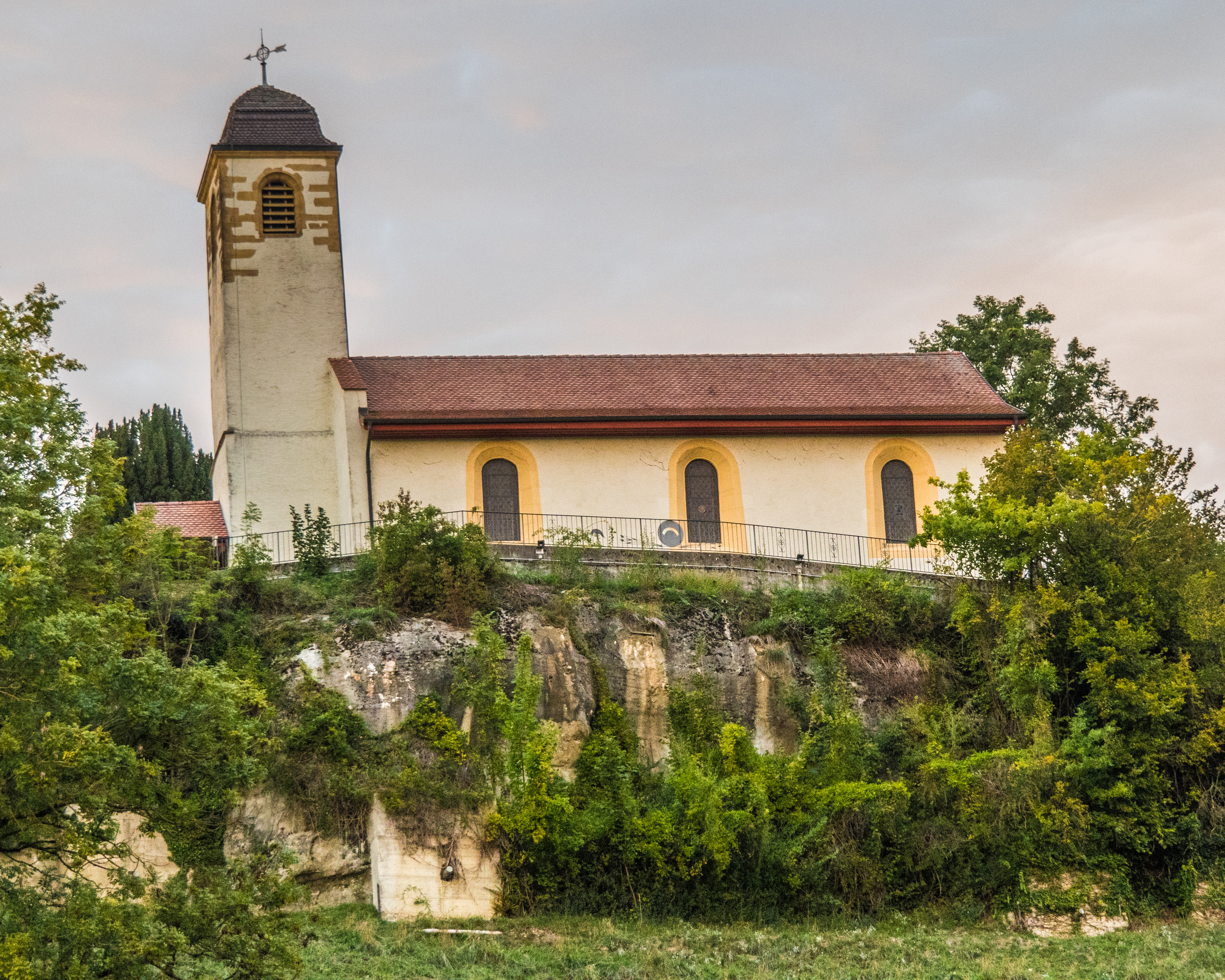
Pfarrkirche in Cotterd

Bellerive und Cotterd besitzen charakteristische Acker- und Weinbauernhäuser aus dem 17. bis 19. Jahrhundert. Die Pfarrkirche Saint-Séverin steht in Cotterd. Sie geht im Kern auf einen mittelalterlichen Bau zurück, wurde aber 1702 umgebaut; das Pfarrhaus stammt von 1752.
Das Schloss von Salavaux liegt nur wenig ausserhalb der Gemeindegrenze auf dem Boden von Constantine. Es wurde ursprünglich im 13. Jahrhundert erbaut und besitzt noch einen Rundturm aus der Gründungszeit. Die Wohnbauten stammen grösstenteils aus dem 19. Jahrhundert. In Vallamand-Dessous steht das Schloss, das seit seinem Bau zu Beginn des 18. Jahrhunderts Sitz der Herren von Bellerive war.